# Cỏ mật
Cỏ mật (tên khoa học Brachiaria distachya), hay Vĩ thảo hai bông, Cỏ chỉ trắng, là một loài thực vật có hoa trong họ Hòa thảo. Loài này được (L.) Stapf mô tả khoa học đầu tiên năm 1919.

## Mô tả
Cỏ mật được trồng ở nhiều nơi trên thế giới, bao gồm Ấn Độ, Australia, Malaysia, Thái Lan, Trung Quốc, Việt Nam và các đảo Thái Bình Dương. Chúng được dùng làm thức ăn cho gia súc, chủ yếu trong chăn nuôi trâu bò.
Thân cỏ cao 15 – 80 cm, thường đâm rễ nhiều ở gốc, phân nhánh, to hay mảnh, nhẵn, có lông ở các mấu. Lá có phiến hình dải - ngọn giáo, nhọn mũi, dài 4 – 15 cm, rộng 5 - 8mm, gân giữa mảnh, mép có lông; bẹ có lông ở miệng, lưỡi tạo thành một vòng dày, có lông.
Cụm hoa chùy dài 5 – 8 cm gồm 2 - 6 bông đơn, trải ra, nghiêng, cách quãng, thường đơn độc, các bông dưới dài 2 – 10 cm, trục các bông ngoằn ngoèo; cuống hoa rất ngắn. Bông chét xếp 1 - 2 dãy không đều, dài 3 - 4mm; không lông, mày 1 dạng màng, có 5 - 7 gân, mày 2 dài 3 - 4mm, có 7 gân. Hoa dưới trung tính, hoa trên lưỡng tính.